# Centre régional africain d'administration du travail
Vous pouvez aider à l'améliorer ou bien discuter des problèmes sur sa page de discussion.
- Il ne s’appuie pas, ou pas assez, sur des sources secondaires ou tertiaires. (Marqué depuis avril 2016)
- Il adopte un point de vue régional ou culturel particulier et nécessite une internationalisation. (Marqué depuis mars 2016)

- Archive Wikiwix
- Bing
- Cairn
- DuckDuckGo
- E. Universalis
- Gallica
- Google
- G. Books
- G. News
- G. Scholar
- Persée
- Qwant
- (zh) Baidu
- (ru) Yandex
- (wd) trouver des œuvres sur Wikidata

Le Centre régional africain  du travail (CRADAT) est un organisme intergouvernemental (constitué de 18 pays membres) à vocation de formation, d’études et de recherche et à caractère scientifique, culturel et professionnel dont le siège social se trouve à Yaoundé au Cameroun.

## Historique
Ce Centre a été créé au lendemain des accessions à l'indépendance de certains États africains et par nécessité de disposer rapidement de cadres pour assurer le fonctionnement des services de la nouvelle administration du travail, en décembre 1964 lors de la conférence régionale africaine de l'Organisation internationale du travail (OIT) à Addis-Abeba, et inauguré en janvier 1965.